# Neopteryx frosti
Neopteryx frosti is een vleermuis uit de familie der vleerhonden die voorkomt op Celebes. Het is de enige soort van het geslacht Neopteryx. De soort is het nauwst verwant aan Pteropus, Acerodon en Styloctenium. Het is een zeer zeldzame soort; er zijn slechts zeven exemplaren bekend.
Het eerste exemplaar, het holotype, werd in 1938 of 1939 gevangen in Tamalanti, in het westen van Celebes, op 1006 m hoogte. Dit exemplaar wordt bewaard in het British Museum of Natural History (BMNH). De volgende twee exemplaren, die in Naturalis (vroeger Rijksmuseum van Natuurlijke Historie, RMNH) worden bewaard, zijn in 1985 gevangen bij Sungei Tumpah in het nationaal park Dumoga-Bone in Noord-Celebes, op 225 m. De vier laatste exemplaren, die in het Zoölogisch Museum Amsterdam (ZMA) worden bewaard, werden tussen 1985 en 1992 op de markt van Imandi in Noord-Celebes gekocht. Drie van de vier bekende vrouwtjes waren drachtig. RMNH 34939 had een embryo van 45 mm, de embryo's van ZMA 24.258 en ZMA 24.406 waren respectievelijk 21 en 48,5 mm groot.
| Kenmerk                     | BMNH 40.691.k (holotype) | RMNH 39439       | RMNH 39440       | ZMA 22.770       | ZMA 24.258      | ZMA 24.406  | ZMA 244.448            |
| --------------------------- | ------------------------ | ---------------- | ---------------- | ---------------- | --------------- | ----------- | ---------------------- |
| Locatie                     | Tamalanti                | Sungei Tumpah    | Sungei Tumpah    | Imandi           | Imandi          | Imandi      | Imandi                 |
| Datum vangst                | 1938/39                  | 27/28 maart 1985 | 27/28 maart 1985 | 14 november 1985 | 21 januari 1991 | 29 mei 1991 | 10 februari 1992       |
| Geslacht                    | vrouwtje                 | vrouwtje         | mannetje         | mannetje         | vrouwtje        | vrouwtje    | mannetje (onvolwassen) |
| Voorarmlengte (mm)          | 110                      | 110,6            | 104,9            | 96,1             | 106,5           | 111,0       | 98,1                   |
| Lengte duim (mm)            | -                        | 49,3             | 46,7             | 45,9             | -               | -           | -                      |
| Oorlengte (mm)              | 20                       | 18,6             | 19,4             | 17,8             | -               | -           | -                      |
| Achtervoetlengte (mm; s.u.) | 33 (c.u.)                | 30,5             | 33,3             | 30,2             | -               | -           | -                      |
| Lengte scheenbeen (mm)      | -                        | 45,0             | 41,7             | 39,7             | -               | -           | -                      |
| Schedellengte (mm)          | 54                       | 55,8             | 55,3             | 50,7             | -               | -           | -                      |
| Gewicht (g)                 | 0                        | 250 (drachtig)   | 190              | 164              | -               | -           | -                      |